# Antonio de Ulloa

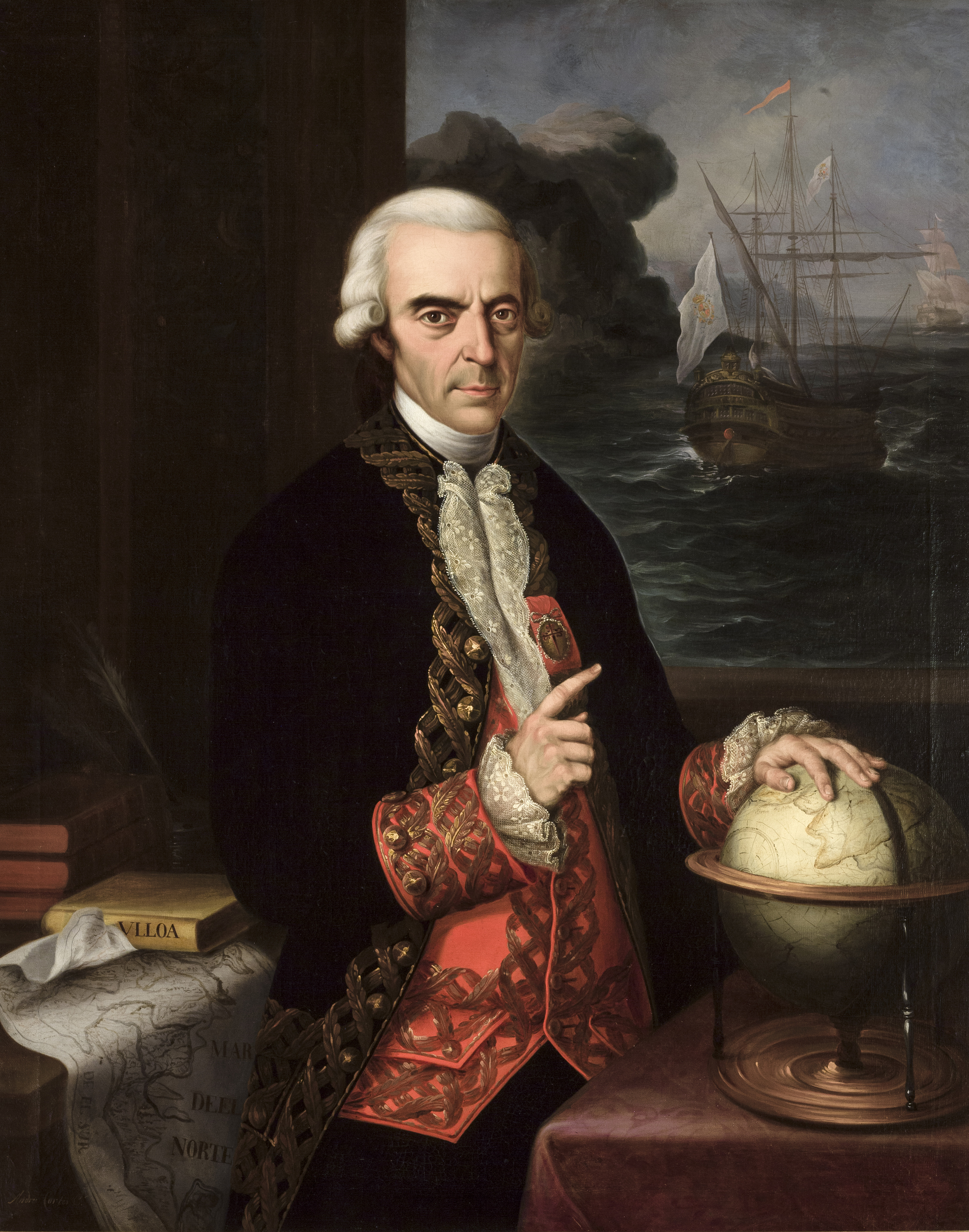
Antonio de Ulloa

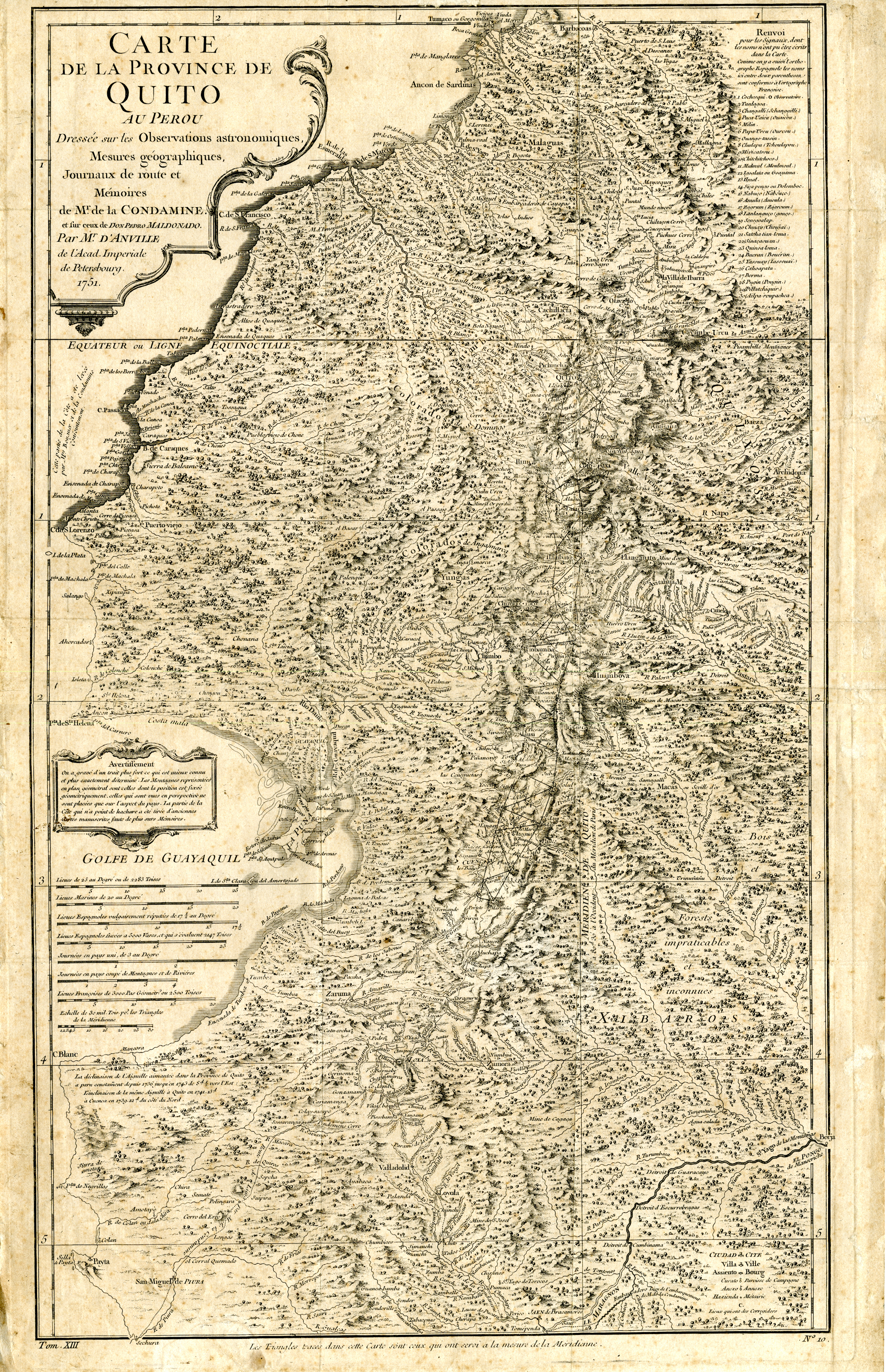
Kaart van noordwestelijk Zuid-Amerika uit 1751, vervaardigd door Jorge Juan en Antonio de Ulloa

Antonio de Ulloa y de la Torre-Girault (Sevilla, 12 januari 1716 – 3 juli 1795) was een Spaans militair, ontdekkingsreiziger, schrijver, en koloniaal bestuurder. De Ulloa was de eerste gouverneur van Spaans Louisiana

## Biografie
De Ulloa werd in 1716 geboren als zoon van econoom Bernardo de Ulloa en Josefa de la Torre-Guirault. De Ulloa ging hij naar de marineacademie in Cádiz in 1733. In 1735 werd hij, samen met collega Jorge Juan, op last van Filips V toegevoegd aan de Franse geodetische expeditie. Deze wetenschappelijke missie die de Franse Académie des sciences uitzond naar het hedendaagse Ecuador, moest een graadmeting uitvoeren op de evenaar teneinde de vorm van de Aarde te kunnen bepalen. Daarnaast was er gelegenheid voor andere activiteiten, niet in de laatste plaats vanwege de enorme vertragingen waar het project mee kampte.
Hij bleef in het Onderkoninkrijk Peru van 1736 tot 1744. De twee Spanjaarden ontdekten er het element platina. Ook speelden zij een rol bij het organiseren van de vloot ter plaatse, na het uitbreken van de Oorlog om Jenkins' oor in 1739. 
In 1745 reisden de twee naar Europa terug, in verschillende schepen om de kans op verlies van de vruchten van hun inspanningen te verkleinen. Het schip waarmee De Ulloa reisde, viel in handen van de Britten en de Spanjaard werd als gevangene naar Engeland gebracht. Aldaar kwam hij in contact met andere wetenschappers en werd hij vanwege zijn inspanningen toegelaten tot de Royal Society, de Britse academie van wetenschappen. Na persoonlijke interventie van de voorzitter van die instelling werd De Ulloa vrijgelaten en in 1748 publiceerde hij in Spanje een eerste verslag van de expeditie.
Hierna kreeg De Ulloa verschillende wetenschappelijke aanstellingen. Hij stichtte 's werelds eerste museum voor natuurlijke historie in Madrid en stond aan de wieg van de sterrenwacht van Cádiz.
In 1758 keerde hij terug naar Zuid-Amerika als gouverneur van Huancavelica in Peru en als algemeen directeur van de kwikmijnen in die plaats. Hij vervulde deze functie tot 1764.
De Ulloa werd in 1765 aangesteld als Spaanse gouverneur van West-Louisiana.. Hij arriveerde pas op 5 maart 1766 in New Orleans. De Ulloa maakte zich niet populair door zijn vele afwezigheden en door de handel met Franse havens te beperken. De Franse kolonisten weigerden de Spaanse overheersing te erkennen en De Ulloa en zijn mannen werden tijdens de Opstand van Louisiana in 1768 uit de stad verjaagd. Ze werden gedwongen te vertrekken naar Cuba.
De rest van zijn leven was De Ulloa marine-officier. Zo leidde hij een vloot tegen Engelse kapers tijdens de Amerikaanse Onafhankelijkheidsoorlog. In 1779 werd hij benoemd tot luitenant-generaal van de zeestrijdkrachten. De Ulloa overleed op Isla de Leon in Cádiz, in 1795.